# Матч за звання чемпіона світу із шахів 2008
Матч за звання чемпіона світу з шахів був проведений у Бонні з 14 по 29 жовтня 2008 року. Чинний чемпіон Вішванатан Ананд переміг попереднього чемпіона світу Володимира Крамника з рахунком 6½ — 4½ і захистив титул чемпіона світу з шахів.
|   | a | b | c | d | e | f | g | h |   |
| 8 | b7 чорний слон · d7 чорний кінь · e7 чорний король · f7 чорний пішак · h7 чорний пішак · e6 чорний пішак · f6 чорний ферзь · b5 білий слон · a4 білий пішак · b4 білий пішак · d4 чорний пішак · f4 чорний пішак · g4 білий ферзь · c3 чорна тура · f3 білий кінь · f2 білий пішак · g2 білий пішак · h2 білий пішак · e1 біла тура · g1 білий король | b7 чорний слон · d7 чорний кінь · e7 чорний король · f7 чорний пішак · h7 чорний пішак · e6 чорний пішак · f6 чорний ферзь · b5 білий слон · a4 білий пішак · b4 білий пішак · d4 чорний пішак · f4 чорний пішак · g4 білий ферзь · c3 чорна тура · f3 білий кінь · f2 білий пішак · g2 білий пішак · h2 білий пішак · e1 біла тура · g1 білий король | b7 чорний слон · d7 чорний кінь · e7 чорний король · f7 чорний пішак · h7 чорний пішак · e6 чорний пішак · f6 чорний ферзь · b5 білий слон · a4 білий пішак · b4 білий пішак · d4 чорний пішак · f4 чорний пішак · g4 білий ферзь · c3 чорна тура · f3 білий кінь · f2 білий пішак · g2 білий пішак · h2 білий пішак · e1 біла тура · g1 білий король | b7 чорний слон · d7 чорний кінь · e7 чорний король · f7 чорний пішак · h7 чорний пішак · e6 чорний пішак · f6 чорний ферзь · b5 білий слон · a4 білий пішак · b4 білий пішак · d4 чорний пішак · f4 чорний пішак · g4 білий ферзь · c3 чорна тура · f3 білий кінь · f2 білий пішак · g2 білий пішак · h2 білий пішак · e1 біла тура · g1 білий король | b7 чорний слон · d7 чорний кінь · e7 чорний король · f7 чорний пішак · h7 чорний пішак · e6 чорний пішак · f6 чорний ферзь · b5 білий слон · a4 білий пішак · b4 білий пішак · d4 чорний пішак · f4 чорний пішак · g4 білий ферзь · c3 чорна тура · f3 білий кінь · f2 білий пішак · g2 білий пішак · h2 білий пішак · e1 біла тура · g1 білий король | b7 чорний слон · d7 чорний кінь · e7 чорний король · f7 чорний пішак · h7 чорний пішак · e6 чорний пішак · f6 чорний ферзь · b5 білий слон · a4 білий пішак · b4 білий пішак · d4 чорний пішак · f4 чорний пішак · g4 білий ферзь · c3 чорна тура · f3 білий кінь · f2 білий пішак · g2 білий пішак · h2 білий пішак · e1 біла тура · g1 білий король | b7 чорний слон · d7 чорний кінь · e7 чорний король · f7 чорний пішак · h7 чорний пішак · e6 чорний пішак · f6 чорний ферзь · b5 білий слон · a4 білий пішак · b4 білий пішак · d4 чорний пішак · f4 чорний пішак · g4 білий ферзь · c3 чорна тура · f3 білий кінь · f2 білий пішак · g2 білий пішак · h2 білий пішак · e1 біла тура · g1 білий король | b7 чорний слон · d7 чорний кінь · e7 чорний король · f7 чорний пішак · h7 чорний пішак · e6 чорний пішак · f6 чорний ферзь · b5 білий слон · a4 білий пішак · b4 білий пішак · d4 чорний пішак · f4 чорний пішак · g4 білий ферзь · c3 чорна тура · f3 білий кінь · f2 білий пішак · g2 білий пішак · h2 білий пішак · e1 біла тура · g1 білий король | 8 |
| 7 | b7 чорний слон · d7 чорний кінь · e7 чорний король · f7 чорний пішак · h7 чорний пішак · e6 чорний пішак · f6 чорний ферзь · b5 білий слон · a4 білий пішак · b4 білий пішак · d4 чорний пішак · f4 чорний пішак · g4 білий ферзь · c3 чорна тура · f3 білий кінь · f2 білий пішак · g2 білий пішак · h2 білий пішак · e1 біла тура · g1 білий король | b7 чорний слон · d7 чорний кінь · e7 чорний король · f7 чорний пішак · h7 чорний пішак · e6 чорний пішак · f6 чорний ферзь · b5 білий слон · a4 білий пішак · b4 білий пішак · d4 чорний пішак · f4 чорний пішак · g4 білий ферзь · c3 чорна тура · f3 білий кінь · f2 білий пішак · g2 білий пішак · h2 білий пішак · e1 біла тура · g1 білий король | b7 чорний слон · d7 чорний кінь · e7 чорний король · f7 чорний пішак · h7 чорний пішак · e6 чорний пішак · f6 чорний ферзь · b5 білий слон · a4 білий пішак · b4 білий пішак · d4 чорний пішак · f4 чорний пішак · g4 білий ферзь · c3 чорна тура · f3 білий кінь · f2 білий пішак · g2 білий пішак · h2 білий пішак · e1 біла тура · g1 білий король | b7 чорний слон · d7 чорний кінь · e7 чорний король · f7 чорний пішак · h7 чорний пішак · e6 чорний пішак · f6 чорний ферзь · b5 білий слон · a4 білий пішак · b4 білий пішак · d4 чорний пішак · f4 чорний пішак · g4 білий ферзь · c3 чорна тура · f3 білий кінь · f2 білий пішак · g2 білий пішак · h2 білий пішак · e1 біла тура · g1 білий король | b7 чорний слон · d7 чорний кінь · e7 чорний король · f7 чорний пішак · h7 чорний пішак · e6 чорний пішак · f6 чорний ферзь · b5 білий слон · a4 білий пішак · b4 білий пішак · d4 чорний пішак · f4 чорний пішак · g4 білий ферзь · c3 чорна тура · f3 білий кінь · f2 білий пішак · g2 білий пішак · h2 білий пішак · e1 біла тура · g1 білий король | b7 чорний слон · d7 чорний кінь · e7 чорний король · f7 чорний пішак · h7 чорний пішак · e6 чорний пішак · f6 чорний ферзь · b5 білий слон · a4 білий пішак · b4 білий пішак · d4 чорний пішак · f4 чорний пішак · g4 білий ферзь · c3 чорна тура · f3 білий кінь · f2 білий пішак · g2 білий пішак · h2 білий пішак · e1 біла тура · g1 білий король | b7 чорний слон · d7 чорний кінь · e7 чорний король · f7 чорний пішак · h7 чорний пішак · e6 чорний пішак · f6 чорний ферзь · b5 білий слон · a4 білий пішак · b4 білий пішак · d4 чорний пішак · f4 чорний пішак · g4 білий ферзь · c3 чорна тура · f3 білий кінь · f2 білий пішак · g2 білий пішак · h2 білий пішак · e1 біла тура · g1 білий король | b7 чорний слон · d7 чорний кінь · e7 чорний король · f7 чорний пішак · h7 чорний пішак · e6 чорний пішак · f6 чорний ферзь · b5 білий слон · a4 білий пішак · b4 білий пішак · d4 чорний пішак · f4 чорний пішак · g4 білий ферзь · c3 чорна тура · f3 білий кінь · f2 білий пішак · g2 білий пішак · h2 білий пішак · e1 біла тура · g1 білий король | 7 |
| 6 | b7 чорний слон · d7 чорний кінь · e7 чорний король · f7 чорний пішак · h7 чорний пішак · e6 чорний пішак · f6 чорний ферзь · b5 білий слон · a4 білий пішак · b4 білий пішак · d4 чорний пішак · f4 чорний пішак · g4 білий ферзь · c3 чорна тура · f3 білий кінь · f2 білий пішак · g2 білий пішак · h2 білий пішак · e1 біла тура · g1 білий король | b7 чорний слон · d7 чорний кінь · e7 чорний король · f7 чорний пішак · h7 чорний пішак · e6 чорний пішак · f6 чорний ферзь · b5 білий слон · a4 білий пішак · b4 білий пішак · d4 чорний пішак · f4 чорний пішак · g4 білий ферзь · c3 чорна тура · f3 білий кінь · f2 білий пішак · g2 білий пішак · h2 білий пішак · e1 біла тура · g1 білий король | b7 чорний слон · d7 чорний кінь · e7 чорний король · f7 чорний пішак · h7 чорний пішак · e6 чорний пішак · f6 чорний ферзь · b5 білий слон · a4 білий пішак · b4 білий пішак · d4 чорний пішак · f4 чорний пішак · g4 білий ферзь · c3 чорна тура · f3 білий кінь · f2 білий пішак · g2 білий пішак · h2 білий пішак · e1 біла тура · g1 білий король | b7 чорний слон · d7 чорний кінь · e7 чорний король · f7 чорний пішак · h7 чорний пішак · e6 чорний пішак · f6 чорний ферзь · b5 білий слон · a4 білий пішак · b4 білий пішак · d4 чорний пішак · f4 чорний пішак · g4 білий ферзь · c3 чорна тура · f3 білий кінь · f2 білий пішак · g2 білий пішак · h2 білий пішак · e1 біла тура · g1 білий король | b7 чорний слон · d7 чорний кінь · e7 чорний король · f7 чорний пішак · h7 чорний пішак · e6 чорний пішак · f6 чорний ферзь · b5 білий слон · a4 білий пішак · b4 білий пішак · d4 чорний пішак · f4 чорний пішак · g4 білий ферзь · c3 чорна тура · f3 білий кінь · f2 білий пішак · g2 білий пішак · h2 білий пішак · e1 біла тура · g1 білий король | b7 чорний слон · d7 чорний кінь · e7 чорний король · f7 чорний пішак · h7 чорний пішак · e6 чорний пішак · f6 чорний ферзь · b5 білий слон · a4 білий пішак · b4 білий пішак · d4 чорний пішак · f4 чорний пішак · g4 білий ферзь · c3 чорна тура · f3 білий кінь · f2 білий пішак · g2 білий пішак · h2 білий пішак · e1 біла тура · g1 білий король | b7 чорний слон · d7 чорний кінь · e7 чорний король · f7 чорний пішак · h7 чорний пішак · e6 чорний пішак · f6 чорний ферзь · b5 білий слон · a4 білий пішак · b4 білий пішак · d4 чорний пішак · f4 чорний пішак · g4 білий ферзь · c3 чорна тура · f3 білий кінь · f2 білий пішак · g2 білий пішак · h2 білий пішак · e1 біла тура · g1 білий король | b7 чорний слон · d7 чорний кінь · e7 чорний король · f7 чорний пішак · h7 чорний пішак · e6 чорний пішак · f6 чорний ферзь · b5 білий слон · a4 білий пішак · b4 білий пішак · d4 чорний пішак · f4 чорний пішак · g4 білий ферзь · c3 чорна тура · f3 білий кінь · f2 білий пішак · g2 білий пішак · h2 білий пішак · e1 біла тура · g1 білий король | 6 |
| 5 | b7 чорний слон · d7 чорний кінь · e7 чорний король · f7 чорний пішак · h7 чорний пішак · e6 чорний пішак · f6 чорний ферзь · b5 білий слон · a4 білий пішак · b4 білий пішак · d4 чорний пішак · f4 чорний пішак · g4 білий ферзь · c3 чорна тура · f3 білий кінь · f2 білий пішак · g2 білий пішак · h2 білий пішак · e1 біла тура · g1 білий король | b7 чорний слон · d7 чорний кінь · e7 чорний король · f7 чорний пішак · h7 чорний пішак · e6 чорний пішак · f6 чорний ферзь · b5 білий слон · a4 білий пішак · b4 білий пішак · d4 чорний пішак · f4 чорний пішак · g4 білий ферзь · c3 чорна тура · f3 білий кінь · f2 білий пішак · g2 білий пішак · h2 білий пішак · e1 біла тура · g1 білий король | b7 чорний слон · d7 чорний кінь · e7 чорний король · f7 чорний пішак · h7 чорний пішак · e6 чорний пішак · f6 чорний ферзь · b5 білий слон · a4 білий пішак · b4 білий пішак · d4 чорний пішак · f4 чорний пішак · g4 білий ферзь · c3 чорна тура · f3 білий кінь · f2 білий пішак · g2 білий пішак · h2 білий пішак · e1 біла тура · g1 білий король | b7 чорний слон · d7 чорний кінь · e7 чорний король · f7 чорний пішак · h7 чорний пішак · e6 чорний пішак · f6 чорний ферзь · b5 білий слон · a4 білий пішак · b4 білий пішак · d4 чорний пішак · f4 чорний пішак · g4 білий ферзь · c3 чорна тура · f3 білий кінь · f2 білий пішак · g2 білий пішак · h2 білий пішак · e1 біла тура · g1 білий король | b7 чорний слон · d7 чорний кінь · e7 чорний король · f7 чорний пішак · h7 чорний пішак · e6 чорний пішак · f6 чорний ферзь · b5 білий слон · a4 білий пішак · b4 білий пішак · d4 чорний пішак · f4 чорний пішак · g4 білий ферзь · c3 чорна тура · f3 білий кінь · f2 білий пішак · g2 білий пішак · h2 білий пішак · e1 біла тура · g1 білий король | b7 чорний слон · d7 чорний кінь · e7 чорний король · f7 чорний пішак · h7 чорний пішак · e6 чорний пішак · f6 чорний ферзь · b5 білий слон · a4 білий пішак · b4 білий пішак · d4 чорний пішак · f4 чорний пішак · g4 білий ферзь · c3 чорна тура · f3 білий кінь · f2 білий пішак · g2 білий пішак · h2 білий пішак · e1 біла тура · g1 білий король | b7 чорний слон · d7 чорний кінь · e7 чорний король · f7 чорний пішак · h7 чорний пішак · e6 чорний пішак · f6 чорний ферзь · b5 білий слон · a4 білий пішак · b4 білий пішак · d4 чорний пішак · f4 чорний пішак · g4 білий ферзь · c3 чорна тура · f3 білий кінь · f2 білий пішак · g2 білий пішак · h2 білий пішак · e1 біла тура · g1 білий король | b7 чорний слон · d7 чорний кінь · e7 чорний король · f7 чорний пішак · h7 чорний пішак · e6 чорний пішак · f6 чорний ферзь · b5 білий слон · a4 білий пішак · b4 білий пішак · d4 чорний пішак · f4 чорний пішак · g4 білий ферзь · c3 чорна тура · f3 білий кінь · f2 білий пішак · g2 білий пішак · h2 білий пішак · e1 біла тура · g1 білий король | 5 |
| 4 | b7 чорний слон · d7 чорний кінь · e7 чорний король · f7 чорний пішак · h7 чорний пішак · e6 чорний пішак · f6 чорний ферзь · b5 білий слон · a4 білий пішак · b4 білий пішак · d4 чорний пішак · f4 чорний пішак · g4 білий ферзь · c3 чорна тура · f3 білий кінь · f2 білий пішак · g2 білий пішак · h2 білий пішак · e1 біла тура · g1 білий король | b7 чорний слон · d7 чорний кінь · e7 чорний король · f7 чорний пішак · h7 чорний пішак · e6 чорний пішак · f6 чорний ферзь · b5 білий слон · a4 білий пішак · b4 білий пішак · d4 чорний пішак · f4 чорний пішак · g4 білий ферзь · c3 чорна тура · f3 білий кінь · f2 білий пішак · g2 білий пішак · h2 білий пішак · e1 біла тура · g1 білий король | b7 чорний слон · d7 чорний кінь · e7 чорний король · f7 чорний пішак · h7 чорний пішак · e6 чорний пішак · f6 чорний ферзь · b5 білий слон · a4 білий пішак · b4 білий пішак · d4 чорний пішак · f4 чорний пішак · g4 білий ферзь · c3 чорна тура · f3 білий кінь · f2 білий пішак · g2 білий пішак · h2 білий пішак · e1 біла тура · g1 білий король | b7 чорний слон · d7 чорний кінь · e7 чорний король · f7 чорний пішак · h7 чорний пішак · e6 чорний пішак · f6 чорний ферзь · b5 білий слон · a4 білий пішак · b4 білий пішак · d4 чорний пішак · f4 чорний пішак · g4 білий ферзь · c3 чорна тура · f3 білий кінь · f2 білий пішак · g2 білий пішак · h2 білий пішак · e1 біла тура · g1 білий король | b7 чорний слон · d7 чорний кінь · e7 чорний король · f7 чорний пішак · h7 чорний пішак · e6 чорний пішак · f6 чорний ферзь · b5 білий слон · a4 білий пішак · b4 білий пішак · d4 чорний пішак · f4 чорний пішак · g4 білий ферзь · c3 чорна тура · f3 білий кінь · f2 білий пішак · g2 білий пішак · h2 білий пішак · e1 біла тура · g1 білий король | b7 чорний слон · d7 чорний кінь · e7 чорний король · f7 чорний пішак · h7 чорний пішак · e6 чорний пішак · f6 чорний ферзь · b5 білий слон · a4 білий пішак · b4 білий пішак · d4 чорний пішак · f4 чорний пішак · g4 білий ферзь · c3 чорна тура · f3 білий кінь · f2 білий пішак · g2 білий пішак · h2 білий пішак · e1 біла тура · g1 білий король | b7 чорний слон · d7 чорний кінь · e7 чорний король · f7 чорний пішак · h7 чорний пішак · e6 чорний пішак · f6 чорний ферзь · b5 білий слон · a4 білий пішак · b4 білий пішак · d4 чорний пішак · f4 чорний пішак · g4 білий ферзь · c3 чорна тура · f3 білий кінь · f2 білий пішак · g2 білий пішак · h2 білий пішак · e1 біла тура · g1 білий король | b7 чорний слон · d7 чорний кінь · e7 чорний король · f7 чорний пішак · h7 чорний пішак · e6 чорний пішак · f6 чорний ферзь · b5 білий слон · a4 білий пішак · b4 білий пішак · d4 чорний пішак · f4 чорний пішак · g4 білий ферзь · c3 чорна тура · f3 білий кінь · f2 білий пішак · g2 білий пішак · h2 білий пішак · e1 біла тура · g1 білий король | 4 |
| 3 | b7 чорний слон · d7 чорний кінь · e7 чорний король · f7 чорний пішак · h7 чорний пішак · e6 чорний пішак · f6 чорний ферзь · b5 білий слон · a4 білий пішак · b4 білий пішак · d4 чорний пішак · f4 чорний пішак · g4 білий ферзь · c3 чорна тура · f3 білий кінь · f2 білий пішак · g2 білий пішак · h2 білий пішак · e1 біла тура · g1 білий король | b7 чорний слон · d7 чорний кінь · e7 чорний король · f7 чорний пішак · h7 чорний пішак · e6 чорний пішак · f6 чорний ферзь · b5 білий слон · a4 білий пішак · b4 білий пішак · d4 чорний пішак · f4 чорний пішак · g4 білий ферзь · c3 чорна тура · f3 білий кінь · f2 білий пішак · g2 білий пішак · h2 білий пішак · e1 біла тура · g1 білий король | b7 чорний слон · d7 чорний кінь · e7 чорний король · f7 чорний пішак · h7 чорний пішак · e6 чорний пішак · f6 чорний ферзь · b5 білий слон · a4 білий пішак · b4 білий пішак · d4 чорний пішак · f4 чорний пішак · g4 білий ферзь · c3 чорна тура · f3 білий кінь · f2 білий пішак · g2 білий пішак · h2 білий пішак · e1 біла тура · g1 білий король | b7 чорний слон · d7 чорний кінь · e7 чорний король · f7 чорний пішак · h7 чорний пішак · e6 чорний пішак · f6 чорний ферзь · b5 білий слон · a4 білий пішак · b4 білий пішак · d4 чорний пішак · f4 чорний пішак · g4 білий ферзь · c3 чорна тура · f3 білий кінь · f2 білий пішак · g2 білий пішак · h2 білий пішак · e1 біла тура · g1 білий король | b7 чорний слон · d7 чорний кінь · e7 чорний король · f7 чорний пішак · h7 чорний пішак · e6 чорний пішак · f6 чорний ферзь · b5 білий слон · a4 білий пішак · b4 білий пішак · d4 чорний пішак · f4 чорний пішак · g4 білий ферзь · c3 чорна тура · f3 білий кінь · f2 білий пішак · g2 білий пішак · h2 білий пішак · e1 біла тура · g1 білий король | b7 чорний слон · d7 чорний кінь · e7 чорний король · f7 чорний пішак · h7 чорний пішак · e6 чорний пішак · f6 чорний ферзь · b5 білий слон · a4 білий пішак · b4 білий пішак · d4 чорний пішак · f4 чорний пішак · g4 білий ферзь · c3 чорна тура · f3 білий кінь · f2 білий пішак · g2 білий пішак · h2 білий пішак · e1 біла тура · g1 білий король | b7 чорний слон · d7 чорний кінь · e7 чорний король · f7 чорний пішак · h7 чорний пішак · e6 чорний пішак · f6 чорний ферзь · b5 білий слон · a4 білий пішак · b4 білий пішак · d4 чорний пішак · f4 чорний пішак · g4 білий ферзь · c3 чорна тура · f3 білий кінь · f2 білий пішак · g2 білий пішак · h2 білий пішак · e1 біла тура · g1 білий король | b7 чорний слон · d7 чорний кінь · e7 чорний король · f7 чорний пішак · h7 чорний пішак · e6 чорний пішак · f6 чорний ферзь · b5 білий слон · a4 білий пішак · b4 білий пішак · d4 чорний пішак · f4 чорний пішак · g4 білий ферзь · c3 чорна тура · f3 білий кінь · f2 білий пішак · g2 білий пішак · h2 білий пішак · e1 біла тура · g1 білий король | 3 |
| 2 | b7 чорний слон · d7 чорний кінь · e7 чорний король · f7 чорний пішак · h7 чорний пішак · e6 чорний пішак · f6 чорний ферзь · b5 білий слон · a4 білий пішак · b4 білий пішак · d4 чорний пішак · f4 чорний пішак · g4 білий ферзь · c3 чорна тура · f3 білий кінь · f2 білий пішак · g2 білий пішак · h2 білий пішак · e1 біла тура · g1 білий король | b7 чорний слон · d7 чорний кінь · e7 чорний король · f7 чорний пішак · h7 чорний пішак · e6 чорний пішак · f6 чорний ферзь · b5 білий слон · a4 білий пішак · b4 білий пішак · d4 чорний пішак · f4 чорний пішак · g4 білий ферзь · c3 чорна тура · f3 білий кінь · f2 білий пішак · g2 білий пішак · h2 білий пішак · e1 біла тура · g1 білий король | b7 чорний слон · d7 чорний кінь · e7 чорний король · f7 чорний пішак · h7 чорний пішак · e6 чорний пішак · f6 чорний ферзь · b5 білий слон · a4 білий пішак · b4 білий пішак · d4 чорний пішак · f4 чорний пішак · g4 білий ферзь · c3 чорна тура · f3 білий кінь · f2 білий пішак · g2 білий пішак · h2 білий пішак · e1 біла тура · g1 білий король | b7 чорний слон · d7 чорний кінь · e7 чорний король · f7 чорний пішак · h7 чорний пішак · e6 чорний пішак · f6 чорний ферзь · b5 білий слон · a4 білий пішак · b4 білий пішак · d4 чорний пішак · f4 чорний пішак · g4 білий ферзь · c3 чорна тура · f3 білий кінь · f2 білий пішак · g2 білий пішак · h2 білий пішак · e1 біла тура · g1 білий король | b7 чорний слон · d7 чорний кінь · e7 чорний король · f7 чорний пішак · h7 чорний пішак · e6 чорний пішак · f6 чорний ферзь · b5 білий слон · a4 білий пішак · b4 білий пішак · d4 чорний пішак · f4 чорний пішак · g4 білий ферзь · c3 чорна тура · f3 білий кінь · f2 білий пішак · g2 білий пішак · h2 білий пішак · e1 біла тура · g1 білий король | b7 чорний слон · d7 чорний кінь · e7 чорний король · f7 чорний пішак · h7 чорний пішак · e6 чорний пішак · f6 чорний ферзь · b5 білий слон · a4 білий пішак · b4 білий пішак · d4 чорний пішак · f4 чорний пішак · g4 білий ферзь · c3 чорна тура · f3 білий кінь · f2 білий пішак · g2 білий пішак · h2 білий пішак · e1 біла тура · g1 білий король | b7 чорний слон · d7 чорний кінь · e7 чорний король · f7 чорний пішак · h7 чорний пішак · e6 чорний пішак · f6 чорний ферзь · b5 білий слон · a4 білий пішак · b4 білий пішак · d4 чорний пішак · f4 чорний пішак · g4 білий ферзь · c3 чорна тура · f3 білий кінь · f2 білий пішак · g2 білий пішак · h2 білий пішак · e1 біла тура · g1 білий король | b7 чорний слон · d7 чорний кінь · e7 чорний король · f7 чорний пішак · h7 чорний пішак · e6 чорний пішак · f6 чорний ферзь · b5 білий слон · a4 білий пішак · b4 білий пішак · d4 чорний пішак · f4 чорний пішак · g4 білий ферзь · c3 чорна тура · f3 білий кінь · f2 білий пішак · g2 білий пішак · h2 білий пішак · e1 біла тура · g1 білий король | 2 |
| 1 | b7 чорний слон · d7 чорний кінь · e7 чорний король · f7 чорний пішак · h7 чорний пішак · e6 чорний пішак · f6 чорний ферзь · b5 білий слон · a4 білий пішак · b4 білий пішак · d4 чорний пішак · f4 чорний пішак · g4 білий ферзь · c3 чорна тура · f3 білий кінь · f2 білий пішак · g2 білий пішак · h2 білий пішак · e1 біла тура · g1 білий король | b7 чорний слон · d7 чорний кінь · e7 чорний король · f7 чорний пішак · h7 чорний пішак · e6 чорний пішак · f6 чорний ферзь · b5 білий слон · a4 білий пішак · b4 білий пішак · d4 чорний пішак · f4 чорний пішак · g4 білий ферзь · c3 чорна тура · f3 білий кінь · f2 білий пішак · g2 білий пішак · h2 білий пішак · e1 біла тура · g1 білий король | b7 чорний слон · d7 чорний кінь · e7 чорний король · f7 чорний пішак · h7 чорний пішак · e6 чорний пішак · f6 чорний ферзь · b5 білий слон · a4 білий пішак · b4 білий пішак · d4 чорний пішак · f4 чорний пішак · g4 білий ферзь · c3 чорна тура · f3 білий кінь · f2 білий пішак · g2 білий пішак · h2 білий пішак · e1 біла тура · g1 білий король | b7 чорний слон · d7 чорний кінь · e7 чорний король · f7 чорний пішак · h7 чорний пішак · e6 чорний пішак · f6 чорний ферзь · b5 білий слон · a4 білий пішак · b4 білий пішак · d4 чорний пішак · f4 чорний пішак · g4 білий ферзь · c3 чорна тура · f3 білий кінь · f2 білий пішак · g2 білий пішак · h2 білий пішак · e1 біла тура · g1 білий король | b7 чорний слон · d7 чорний кінь · e7 чорний король · f7 чорний пішак · h7 чорний пішак · e6 чорний пішак · f6 чорний ферзь · b5 білий слон · a4 білий пішак · b4 білий пішак · d4 чорний пішак · f4 чорний пішак · g4 білий ферзь · c3 чорна тура · f3 білий кінь · f2 білий пішак · g2 білий пішак · h2 білий пішак · e1 біла тура · g1 білий король | b7 чорний слон · d7 чорний кінь · e7 чорний король · f7 чорний пішак · h7 чорний пішак · e6 чорний пішак · f6 чорний ферзь · b5 білий слон · a4 білий пішак · b4 білий пішак · d4 чорний пішак · f4 чорний пішак · g4 білий ферзь · c3 чорна тура · f3 білий кінь · f2 білий пішак · g2 білий пішак · h2 білий пішак · e1 біла тура · g1 білий король | b7 чорний слон · d7 чорний кінь · e7 чорний король · f7 чорний пішак · h7 чорний пішак · e6 чорний пішак · f6 чорний ферзь · b5 білий слон · a4 білий пішак · b4 білий пішак · d4 чорний пішак · f4 чорний пішак · g4 білий ферзь · c3 чорна тура · f3 білий кінь · f2 білий пішак · g2 білий пішак · h2 білий пішак · e1 біла тура · g1 білий король | b7 чорний слон · d7 чорний кінь · e7 чорний король · f7 чорний пішак · h7 чорний пішак · e6 чорний пішак · f6 чорний ферзь · b5 білий слон · a4 білий пішак · b4 білий пішак · d4 чорний пішак · f4 чорний пішак · g4 білий ферзь · c3 чорна тура · f3 білий кінь · f2 білий пішак · g2 білий пішак · h2 білий пішак · e1 біла тура · g1 білий король | 1 |
|   | a | b | c | d | e | f | g | h |   |

## Результати
|                           | 1 | 2 | 3 | 4 | 5 | 6 | 7 | 8 | 9 | 10 | 11 | Очки |
| ------------------------- | - | - | - | - | - | - | - | - | - | -- | -- | ---- |
| Вішванатан Ананд (Індія)  | ½ | ½ | 1 | ½ | 1 | 1 | ½ | ½ | ½ | 0  | ½  | 6½   |
| Володимир Крамник (Росія) | ½ | ½ | 0 | ½ | 0 | 0 | ½ | ½ | ½ | 1  | ½  | 4½   |